# Hans Jaquemar
Hans Jaquemar (* 8. April 1864; † 30. September 1953 in Salzerbad bei Kleinzell in Niederösterreich) war ein evangelischer Pfarrer und ab 1912 Leiter des „Evangelischen Zentralvereins für Innere Mission“.

## Leben
Jaquemar entstammte einer Hugenottenfamilie aus Sedan, die 1779 wegen der Verfolgung in Frankreich über Erlangen nach Wien gekommen war. Hier gab es aufgrund des Toleranzpatents Kaiser Josefs II. von 1781 eine gewisse Freiheit für evangelische Gemeinden. 
Er studierte Theologie in Wien und war zuerst Pfarrer in Laibach (damals im Kronland Krain) und seit 1905 in St. Pölten. Bei der Gründung des Evangelischen Zentralvereins für Innere Mission in Österreich am 30. Mai 1912 wurde er zum Generalsekretär berufen.
1936 ging er in den Ruhestand, den er in Mödling verbrachte. Sein Nachfolger war Pfarrer Ernst Gottfried Meyer, der bereits 1940 überraschend starb. Dessen Aufgabe übernahm Erwin Konrad Schlachter, Rektor der Diakonissenanstalt Gallneukirchen.

## Schriften
- Innere Mission. Das Werden und Wirken der organisierten christlichen Liebestätigkeit in der Evangelischen Kirche Österreichs. Wien 1951.